# Talita Baqlah
Talita Baqlah (14 de octubre de 1995) es una nadadora jordana nacida en Rumanía. Ha participado en dos ediciones de los Juegos Olímpicos. En la prueba de 50 metros estilo libre femenino en los Juegos Olímpicos de Londres 2012 finalizó en 45.ª posición, finalizando 6.ª en su serie con un tiempo de 27,45 s. En la misma prueba en los Juegos Olímpicos de Río de Janeiro 2016 finalizó 51.ª En la sexta serie terminó 5.ª y estableció un tiempo de 26,48 s, mejorando los 26,57 s establecidos un mes antes y que suponían un nuevo récord de su país, pero que no le permitió pasar a la semifinal.